# ۲۴۳۶ حتچپسوت
سیارک ۲۴۳۶ (به انگلیسی: 2436 Hatshepsut، نامگذاری:6066P-L) دو هزار و چهارصد و سی و ششمین سیارک کشف شده‌است که در ۲۴ سپتامبر ۱۹۶۰ کشف شد.
قدر مطلق سیارک برابر ۱۲٫۱۰ است.